# 亚非拉人民团结组织

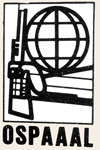

亚非拉人民团结组织（英語：Organization of Solidarity among Afro-Asiatic and Latin American Peoples），简称 OSPAAAL，是1966年1月在古巴哈瓦那召开第一届亚非拉三大洲反帝国主义团结大会上成立的一个国际组织，旨在反抗帝国主义解放被压迫的民族和人民。